# Erigorgus utahensis
Erigorgus utahensis là một loài tò vò trong họ Ichneumonidae.